# McKees Rocks
McKees Rocks è una borough degli Stati Uniti d'America, nella contea di Allegheny nello Stato della Pennsylvania. Secondo il censimento del 2000 la popolazione è di 6.622 abitanti.

## Società

### Evoluzione demografica
La composizione etnica vede una prevalenza della razza bianca ( 82,71%) seguita da quella afroamericana (14,06%), dati del 2000.
| borough di McKees Rocks Popolazione |       |
| 2000                                | 6.622 |
| Stima al 01-07-07                   | 6.066 |